# Donald William-Olsson
Donald William-Olsson, född 19 december 1889 i Purley, England, död 19 juli 1961 på Lidingö, var en svensk målare.

## Biografi
Donald William-Olsson var son till grosshandlaren och Lundsbergs skapare William Olsson och Maria 
Bergman, och från 1917 gift med Gunhild Maria Müntzing samt bror till Tage, Leslie och William William-Olsson. Familjen flyttade till Stockholm 1896 och Donald William-Olsson fick sin skolgång vid Lundbergs internatskola och vid Örebro tekniska gymnasium 1906–1909. Därefter fick han undervisning i måleri av sin farbror Albert Julius Olsson 1910 i St. Ives och för Alfred Bergström 1912–1913 i Stockholm. Han reste till Paris och studerade konst vid Académie de la Grande Chaumière 1913–1914 och avslutade sin utbildning vid Kungliga konsthögskolan för Alfred Bergström och Olle Hjortzberg i Stockholm 1915–1916. Han genomförde därefter studieresor till Nederländerna 1919, Italien 1920–1921, Spanien 1927–1928 och med ett stipendium ur Winquists fond från Konstakademien en resa till England 1932. 
Han debututställde i Stockholm 1919 och genomförde därefter separatutställningar på bland annat Konstnärshuset, Gummesons konsthalli Stockholm och i Örebro, Norrköping, Linköping och Eskilstuna. Tillsammans med Anders Jönsson ställde han ut i Karlstad 1952 och tillsammans med Arthur Percy på Modern konst i hemmiljö 1937, tillsammans med Tore Nyberg i Borås 1947 samt med Simon Sörman i Gävle 1948. Han medverkade sedan 1919 regelbundet i Sveriges allmänna konstförenings samlingsutställningar i Stockholm och dess fortsättning Stockholmssalongerna på Liljevalchs konsthall. Han medverkade även i samlingsutställningar med Svenska konstnärernas förening, Värmlands konstförening och Örebro läns konstförening. Som medlem i konstgruppen Nio independenter ställde han ut i Stockholm 1938 och 1941 på Liljevalchs konsthall samt i Göteborg 1939. En minneskollektion med hans konst visades på Lidingösalongen 1961 och en minnesutställning visades på Färg och Form i Stockholm 1962. 
Hans konst består av porträtt, figurkompositioner, stadsmotiv, samt landskap. Landskaps och stadsmotiv motiven kom ofta från England, Västmanland, Värmland och Närke eftersom han periodvis bodde i södra Bergslagen. Han var ordförande i Konstnärernas riksorganisation 1941–1946, medlem av Statens konstråd 1946–1952 samt ledamot av arbetsutskottet för Riksförbundet för bildande konst 1952–1957. William-Olsson är representerad vid Nationalmuseum, Moderna museet, Kalmar konstmuseum, Örebro läns museum, Värmlands museum, Eskilstuna konstmuseum, Västerås konstmuseum, Statens porträttsamling på Gripsholms slott samt i prins Eugens Waldemarsudde.

### Övriga källor
- Värmlands konstförening en minnesskrift 1955, s 77. Libris 1468730
- Svenskt konstnärslexikon del V, sid 695, Allhems Förlag, Malmö. Libris 8390293